# Андерссон, Биргитта

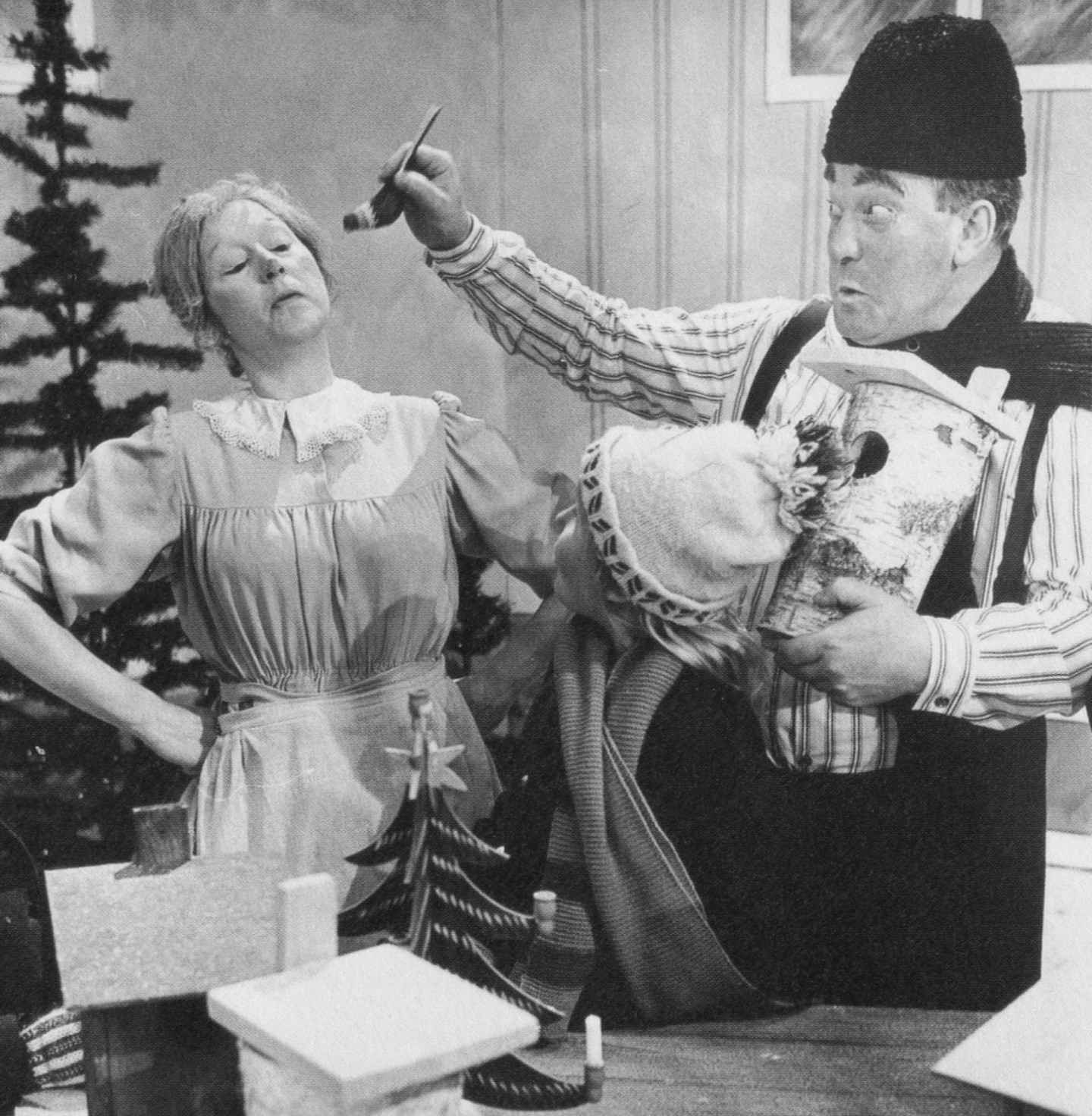
Биргитта Андерссон и Карл-Густав Линдштедт на съёмках Старушки-крошки-с-чайную-ложку в 1967 году

Улла Биргитта Хелена Андерссон Бай (урождённая Андерссон; 20 апреля 1933) — шведская актриса и комик. Лауреат премии Hedersguldbaggen Шведского института кино (2015).

## Биография
Биргитта Андерссон родилась 20 апреля 1933 года в шведском городе Мариестад в семье торговца.
Свою популярность она обрела как актриса различных музыкальных шоу, где выступала сначала вместе с Повелом Рамелем и Карлом Герхардом и затем с комедийным дуэтом Хассе и Таге. Среди наиболее известных её работ — роли в фильмах и шоу Gula Hund, Att Angöra en Brygga, Spader, Madame!, Äppelkriget, Ägget är löst, Picassos Äventyr и Häxan Surtant.
В 1967 году она исполнила роль Старушки-крошки-с-чайную-ложку (персонаж книги Альфа Прёйсена) в шведском рождественском календаре с одноименным названием. Этот теле- и радиосериал имел большой успех. Позже в она исполнила роль Хедвига в детском шоу Från A till Ö — En Resa Orden runt (1974) и маленького тролля Дейзи в шоу Trolltider (1979). Оба эти рождественских календаря имели продолжения в 1976 и в 1985 годах соответственно.
В 1989 и 1995 годах исполнила роль Дорис в комедийном киносериале Jönssonligan (Банда Йонссона).

## Личная жизнь
Была замужем за норвежским драматургом Андерсом Байем. У них родился сын Матти Бай (род. 1966) — шведский пианист и композитор. От шведского писателя Карла Цеттерстрема у неё родилась дочь Ханна З. Градин — театральный костюмер.